# Luis Fernando Cabrera Hernández
Luis Fernando Cabrera Hernández, nació en La Habana, Cuba, el 30 de mayo de 1956. Realiza estudios en la Escuela Nacional de Artes Plásticas San Alejandro en La Habana y en el Instituto Superior de Arte (ISA), de La Habana.
Profesionalmente comienza a desempeñarse desde 1982 a 1989 como profesor de grabado del Instituto Superior de Arte (ISA), La Habana. En 1993 como profesor del Instituto de Estudios, Universidad Pontificia de Salamanca, Salamanca, y en 1998 como profesor de litografía y xilografía. Escuela de Grabado y Diseño, Casa de la Moneda, Madrid, España.

## Exposiciones Personales
- En el año 1977 presenta su primera exposición personal 200 millas de Luis Cabrera Museo Nacional de Bellas Artes, La Habana.
- En 1983 El sueño de ser grande Exposición de dibujos y grabados. Museo Nacional de Bellas Artes, La Habana.
- En 1992 Fragmentos. Dibujos Sala de Exposiciones de la Caja de Extremadura, Cáceres, España.
- En 1996 Pinturas y Grabados Galería Miguel Espel, Madrid.
- En 1998 Hidalgos y Plebeyos Galería Utopía Parkway, Madrid, España, entre otras.

## Exposiciones Colectivas
- A partir de 1970 comienza a participar en múltiples exposiciones colectivas entre las que podemos mencionar, Primer Salón Nacional de Humorismo. Galería La Rampa, Hotel Habana Libre.
- En 1979 1.ª. Trienal de Grabado Víctor Manuel. Galería de La Habana.
- En 1984 1a. Bienal de La Habana, Museo Nacional de Bellas Artes.
- En 1985 The 11th. International Independante Exhibition of Prints in Kanagawa’85, Kanagawa Prefectural Gallery, Japón.
- En 1993 1e Internationale Grafick Biennale. Maastricht Exhibition and Congress Centre (MECC), Maastricht, HOLANDA.
- En 1996-1997 The Fourth Bharat Bhavan International Biennial of Prints. Roopnakar Museum of Fine Arts, Bharat Bhavan, Bhopal, India.
- En el año 1998 expuso en la V Bienal Internacional de Grabado 1998. Premio Julio Prieto Nespereira. Caixa Ourense, Orense, España.

## Premios
Entre los principales premios obtenidos se encuentran:
- En 1980, Primer Premio en Grabado. Concurso “La Literatura en la Plástica”. Homenaje a Onelio Jorge Cardoso. Teatro Nacional de Cuba, La Habana.
- En 1982 Segundo Premio en Ilustración Infantil. Concurso Internacional de Ilustración de libros Infantiles NOMA. Tokio, Japón.
- En 1989 Mención de Honor. 9th Norwegian International Print Triennale Fredrikstad 1989. Fredrikstad, Noruega.
- En 1991 Mención. 1st. Sapporo International Print Biennial, Sapporo, Japón.
- En 1995 Mención. XII Concurso Internacional de Grabado Máximo Ramos, Ferrol, España.

## Obras en Colección
Su trabajo se encuentra expuesto en las colecciones de:
- La Asociación de Amistad Hispano Cubana, Madrid, España.
- Biblioteca Nacional, España.
- Caja de Extremadura, Cáceres, España.
- Casa de las Américas, La Habana, Cuba.
- Colección Estatal de Arte, Dresde, Alemania.
- Diputación de Salamanca, España.
- Gabinete de Estampas, Leipzig, Alemania.
- Galería Van Art, Madrid, España.
- Galería Latioamericana, Cracovia, Polonia.
- Galería Conde Duque, Madrid, España.
- Museo Postal y Telegráfico, Madrid, España.
- Museo de la Estampa, Fredrikstadt, Noruega.
- Museo de la Gráfica de Pequeño Formato, Lodz, Polonia.
- Museo Nacional de Bellas Artes, La Habana, Cuba.
- Museo Nacional, Managua, Nicaragua.
- Taller Experimental de Gráfica (TEG), La Habana, Cuba.

- Datos: Q5983404